# Karin Swanström
Karin Swanström est une actrice, réalisatrice et productrice de cinéma suédoise, née Karin Sofia Svanström à Norrköping, Suède, le 13 juin 1873, et morte à Stockholm le 5 juillet 1942.

## Filmographie partielle

### Comme actrice
- 1927 : Lèvres closes (Förseglade läppar) de Gustaf Molander
- 1927 : Hans engelska fru de Gustaf Molander
- 1928 : La Clef d'argent (Parisiskor) de Gustaf Molander : Rose Duval, la veuve
- 1931 : Längtan till havet, de John W. Brunius et Alexander Korda : Honorine
- 1931 : En natt  de Gustaf Molander
- 1932 : Svärmor kommer (en), de Paul Merzbach : La Belle-mère
- 1932 : Svarta rosor de Gustaf Molander
- 1932 : Vi som går köksvägen de Gustaf Molander
- 1935 : Swedenhielms, de Gustaf Molander : Marta Boman, la bonne
- 1937 : Ryska snuvan
- 1940 : Quand la chair est faible, de Per Lindberg : Mme Cronsiöö

### Comme réalisatrice
- 1927 : Flickan i frack